# Ånesholmen
Ånesholmen est une île dans le landskap Sunnhordland du comté de Vestland. Elle appartient administrativement à Øygarden.

## Géographie
Rocheuse et couverte d'arbres, elle s'étend sur environ 231 m de longueur pour une largeur approximative de 95 m.